# Kirche Weckersdorf

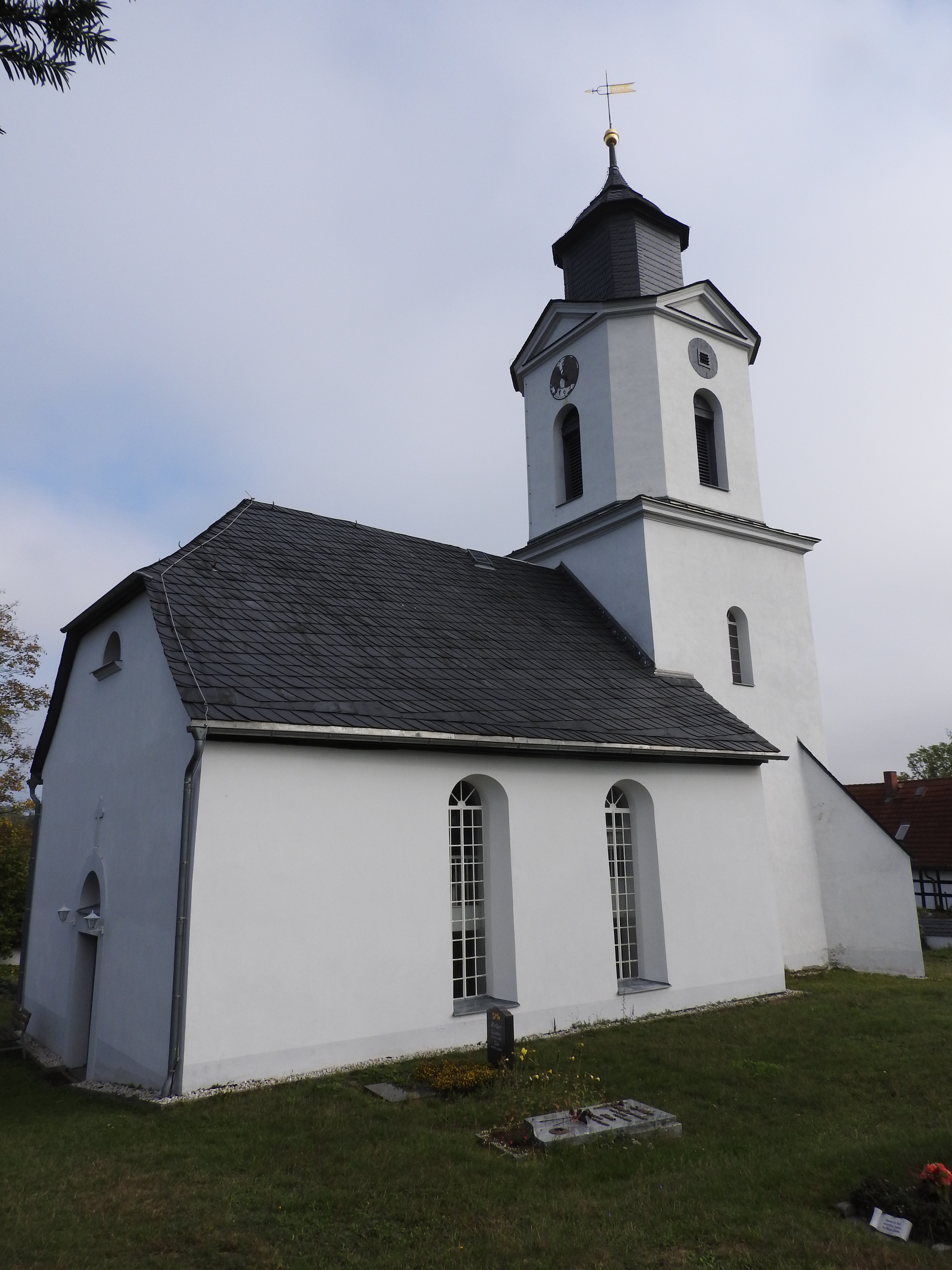
Kirche Weckersdorf

Die evangelisch-lutherische denkmalgeschützte Kirche Weckersdorf steht in Weckersdorf, einem Ortsteil der Stadt Zeulenroda-Triebes im Landkreis Greiz in Thüringen. Die Kirchengemeinde Weckersdorf gehört zum Pfarrbereich Langenwolschendorf im Kirchenkreis Greiz.

## Beschreibung
Die Saalkirche stammt aus dem Mittelalter. Im Jahr 1643 wurde das Kirchenschiff erhöht und mit einem schiefergedeckten Krüppelwalmdach bedeckt. Die Kirche bekam ihre heutige Gestalt erst im 18. Jahrhundert. Das oberste Geschoss des Chorturms wurde von 1824 bis 1826 umgebaut. Es hat einen quadratischen Grundriss mit abgeschrägten Ecken. In seiner Glockenstube hängen zwei Glocken, eine spätmittelalterliche und eine von 1512. Die Haube erhebt sich zwischen den vier Giebeln. 
Der Innenraum ist mit einer Flachdecke überspannt und hat Emporen mit einfachen Brüstungen. 
Zur Kirchenausstattung gehört ein Kanzelaltar von 1825. Die Orgel mit zwölf Registern, verteilt auf zwei Manuale und Pedal, wurde 1934 von „E. F. Walcker & Cie.“ gebaut.